# ISO 3166-2:MP
Die zur Kennzeichnung geografischer Einheiten dienende Liste der ISO 3166-2-Codes für die Nördlichen Marianen enthält ausschließlich den Code für die Nördlichen Marianen. Es existieren keine weiteren Unterteilungen.

Dieser Code besteht nur aus einem Teil. Dieser gibt den Code gemäß ISO 3166-1 (für die Nördlichen Marianen MP) wieder.
Die aktuellen Codes stehen auf der Seite der ISO unter #iso:code:3166:MP zur Verfügung.

Die Nördlichen Marianen sind auch unter dem Code US-MP in der ISO 3166-2:US für die Vereinigten Staaten aufgenommen.